# Kunbaja
Kunbaja is een plaats (község) en gemeente in het Hongaarse comitaat Bács-Kiskun. Kunbaja telt 1802 inwoners (2002).